# Ligne de tramway 10 (SNCV Groupe de Namur)
La ligne 10 est une ancienne ligne de tramway du Groupe de Namur de la Société nationale des chemins de fer vicinaux (SNCV) qui a fonctionné entre le 8 octobre 1887 et le 16 mai 1953.

## Histoire
La ligne est mise en service en traction vapeur le 8 octobre 1887 entre Andenne et Thon-Samson (nouvelle section, capital 15), l'exploitation est confiée à la Chemins de Fer du Nord (CN).
Le 1er mai 1897, la ligne est prolongée d'Andenne à Huy (nouvelle section, capital 15).
Le 1er janvier 1913, l'exploitation est reprise par la Société anonyme Mosane, puis l'année suivante, le 20 janvier 1914, la ligne est prolongée depuis Thon-Samson jusqu'à la gare de Jambes (nouvelle section, capital 15),.
Années 1930 : prolongement de la gare de Jambes à la gare de Namur par l'avenue du Bourgmestre Jean Materne à Jambes (capital 140) et les boulevards de ceinture (boulevard Isabelle Brunell, avenue Comte de Smet de Nayer et boulevard Cauchy) (capital 50).
Elle est supprimée le 16 mai 1953 et remplacée par une ligne d'autobus. Celle-ci permet un gain de temps de quinze minutes entre Namur et Andenne et est par ailleurs prolongée à Huy à la place Lebeau.

## Exploitation

### Horaires
Tableaux :
- 534/537 en 1931[5].
- 633 en 1950[6].